# 简爱酸奶
简爱酸奶是中華人民共和國一家低温酸奶品牌，隶属于朴诚乳业（集团）有限公司。

## 历史
於2015年上市。品牌創始人為朴诚乳业CEO夏海通。简爱酸奶的主要奶源供应商为中國最大的奶牛养殖企业现代牧业。2020年9月1日，朱亚文成为简爱酸奶首位合作明星代言人。

## 外部連結
- 官方网站